# 村山吉廣
村山 吉広（むらやま よしひろ、1929年12月9日 - ）は、日本の中国学者・古典中国文学者。早稲田大学名誉教授。日本詩経学会会長・日本中国学会顧問・斯文会参与。専門は中国古典学（特に詩経学）、江戸・明治の漢学・漢文学。

## 略歴
埼玉県春日部市に生まれる。早稲田大学文学部卒業。同大学文学部教授。1999年定年退任、名誉教授。2016年11月、瑞宝中綬章を受章。

## 著書
- 中国の古典詩 詩経から唐詩まで 早稲田大学出版部 1970
- 中国の思想 社会思想社・現代教養文庫 1972／ちくま学芸文庫 2024.10
- 中国の知嚢 正・続 読売新聞社 1984-1985／中公文庫 1988
- 論語名言集 中国古典の不滅の知恵 永岡書店・ビジネス選書 1989.2／中公文庫 1999
- 楊貴妃 大唐帝国の栄華と暗転 中公新書 1997.2／講談社学術文庫 2019.5
- 故事ことわざで読む史記 小学館ジェイブックス 1998.3
- 漢学者はいかに生きたか 近代日本と漢学 大修館書店・あじあブックス 1999.12
- 論語のことば 斯文会・明徳出版社 2002.4。My古典
- 評伝・中島敦 家学からの視点 中央公論新社 2002.9
- 書を学ぶ人のための漢詩漢文入門 二玄社 2004.4
- 詩経の鑑賞 二玄社 2005.12
- 忍藩儒 芳川波山の生涯と詩業 明徳出版社 2009.8
- 書を学ぶ人のための唐詩入門 二玄社 2010.8
- 藩校 人を育てる伝統と風土 明治書院 2011.5

## 共編著
- 漢詩の解釈と鑑賞 唐詩を中心に 松浦友久共著 有精堂出版 1968.5
- 中国の名詩鑑賞 10 清詩 明治書院 1976
- 中島撫山小伝 鷲宮町教育委員会 1983.3 (鷲宮町教育委員会調査報告書)
- 詩経研究文献目録 江口尚純共編 汲古書院 1992.10
- 中国歴史紀行 第3巻 隋・唐 江口尚純共編 学習研究社 1997.2
- 叢書・日本の思想家 31 佐藤一斎・安積艮斎 中村安宏共著 明徳出版社 2008.3。後者を担当
- 玉振道人詩存 關根茂世共著 明徳出版社 2012.7

## 翻訳
- 中国笑話集 社会思想社 1972 (現代教養文庫)
- 孫子 中国古典文学大系4 平凡社 1973
- 蒙求 李瀚、小学 朱熹 講談社 1987.9 (中国の古典)

## 記念論集
- 村山吉廣教授古稀記念中國古典學論集 汲古書院 2000.3